# 哈里森峰
哈里森峰（英語：Harrison Peak），是南極洲的山峰，位於維多利亞地的博克格雷溫克海岸，處於麥克唐納山以北9公里的伍德冰川北岸，海拔高度2,830米，美國地質調查局根據測量和美國海軍拍攝的空中照片繪入地圖，現時由南極條約體系管理。